# サンデー西京
サンデー西京（サンデーさいきょう）は、株式会社宇部日報社山口支社の発行する地域密着型の生活情報紙。
2011年3月から発行。発行時は、宇部日報社子会社のこのまちメディア山口より発行。現在は宇部日報社山口支社で発行している。日本ABC協会加盟紙（山口市内唯一）。

## 概要
山口県の県庁所在地の山口市を発行エリアに、2011年3月から、ポスメイトによる全戸配布システムを使った生活情報紙の発行している。毎週土曜日に、7万8千部を定期発行（配布は木・金曜日）。地元新聞社の宇部日報社が作る情報紙の一つとして、行政のニュースや地域のイベント、グルメ、店舗情報、レジャー情報など、地域の生活情報の発信を基軸にしている。紙面はタブロイド版8〜16ページ建てを基本に、フルカラーの紙面作りが特徴。全戸配布型のため市内カバー率は90%以上と高く、幅広い層に閲覧されている。2014年8月から、山口市の南部の阿知須、佐山、嘉川、秋穂エリアへのポスティング配布も開始し（従来は一部のみ）、山口市内での発行部数は最大となる。
またサンデーネットワークの一員として、山口県内の下関、宇部・小野田、防府、周南各地区から北九州・福岡までの各紙と連携しており、紙面作りや広告効果、さらには戸別配達網の運営についてまで幅広い情報を相互で取り入れている。「サンデー（SUNDAY）ネットワーク」は、発行部数が全国6番目に多いフリーペーパーで、山口県・福岡県の総発行部数は106万4000部。
山口県内では、山口市のサンデー西京（7万8000部）、サンデーうべ・おのだ（8万2000部）、サンデーしものせき（11万部）、サンデー防府（5万2000部）、サンデー周南（9万5500部）を合わせて、総発行部数は41万7000部で、県下最大規模のフリーペーパーである。
なお、かつては萩・長門をメインエリアとする「サンデー北浦」もあったが2006年12月19日付をもって廃刊となった。
同じく山口市を発行エリアとしているサンデー山口は全く関係は無い。

## その他の発行物
2013年2月より、山口市内全域に、新聞折込型フリーペーパー「週刊まちコミ」（6万5000部）を毎週土曜日に発行している。2014年2月より休刊。

## 番組への出演
エフエム山口の午前の番組内で、毎週木曜日午前10時30分より「サンデーネットワークフラッシュ」を放送中。
毎週、県内各地のサンデー紙面よりイベント・グルメ・ショップ情報を、サンデー西京スタッフが出演し、紹介している。